# Copenaghen Open 1998 - Qualificazioni singolare
Le qualificazioni del singolare  del Copenaghen Open 1998 sono state un torneo di tennis preliminare per accedere alla fase finale della manifestazione. I vincitori dell'ultimo turno sono entrati di diritto nel tabellone principale. In caso di ritiro di uno o più giocatori aventi diritto a questi sono subentrati i lucky loser, ossia i giocatori che hanno perso nell'ultimo turno ma che avevano una classifica più alta rispetto agli altri partecipanti che avevano comunque perso nel turno finale.
Le qualificazioni del torneo Copenaghen Open 1998 prevedevano 32 partecipanti di cui 4 sono entrati nel tabellone principale.

## Teste di serie
1. John van Lottum (secondo turno)
2. Dennis van Scheppingen (Qualificato)
3. Olivier Delaître (Qualificato)
4. Marzio Martelli (secondo turno)

1. Diego Nargiso (Qualificato)
2. Dirk Dier (primo turno)
3. Tuomas Ketola (Qualificato)
4. Davide Scala (ultimo turno)

## Qualificati
1. Tuomas Ketola
2. Dennis van Scheppingen

1. Olivier Delaître
2. Diego Nargiso

## Tabellone

### Legenda
| - Q = Qualificato - WC = Wild card - LL = Lucky loser | - ALT = Alternate - SE = Special Exempt - PR = Protected Ranking | - w/o = Walkover - r = Ritirato - d = Squalificato |

### Sezione 1
|  | Primo turno    | Primo turno     | Primo turno     | Primo turno    | Primo turno |  |  | Secondo turno | Secondo turno   | Secondo turno   | Secondo turno | Secondo turno |   |   | Ultimo turno | Ultimo turno | Ultimo turno | Ultimo turno | Ultimo turno |  |
|  |                |                 |                 |                |             |  |  |               |                 |                 |               |               |   |   |              |              |              |              |              |  |
|  | 1              | John van Lottum | John van Lottum | 6              | 6           |  |  |               |                 |                 |               |               |   |   |              |              |              |              |              |  |
|  |                | Paul Kilderry   | Paul Kilderry   | 3              | 1           |  |  | 1             | John van Lottum | John van Lottum | 3             | 2             |   |   |              |              |              |              |              |  |
|  | Kalle Flygt    | Kalle Flygt     | Kalle Flygt     | 6              | 7           |  |  |               | Kalle Flygt     | Kalle Flygt     | 6             | 6             |   |   |              |              |              |              |              |  |
|  | Anders Elfving | Anders Elfving  | Anders Elfving  | 2              | 5           |  |  |               |                 |                 |               |               |   |   |              | Kalle Flygt  | 6            | 6            | 6            |  |
|  | Brent Haygarth | Brent Haygarth  | Brent Haygarth  | Brent Haygarth | 4           |  |  |               |                 | 7               | Tuomas Ketola | 4             | 7 | 7 |              |              |              |              |              |  |
|  | Fredrik Bergh  | Fredrik Bergh   | Fredrik Bergh   | Fredrik Bergh  | 1r          |  |  |               | Brent Haygarth  | 6               | 6             | 4             |   |   |              |              |              |              |              |  |
|  | 7              | Tuomas Ketola   | 5               | 6              | 6           |  |  | 7             | Tuomas Ketola   | 7               | 3             | 6             |   |   |              |              |              |              |              |  |
|  |                | Kristian Pless  | 7               | 3              | 2           |  |  |               |                 |                 |               |               |   |   |              |              |              |              |              |  |

### Sezione 2
|  | Primo turno           | Primo turno            | Primo turno            | Primo turno | Primo turno |  |  | Secondo turno | Secondo turno          | Secondo turno          | Secondo turno | Secondo turno |   |   | Ultimo turno | Ultimo turno           | Ultimo turno           | Ultimo turno | Ultimo turno |  |
|  |                       |                        |                        |             |             |  |  |               |                        |                        |               |               |   |   |              |                        |                        |              |              |  |
|  | 2                     | Dennis van Scheppingen | Dennis van Scheppingen | 7           | 6           |  |  |               |                        |                        |               |               |   |   |              |                        |                        |              |              |  |
|  |                       | Peter Wessels          | Peter Wessels          | 5           | 2           |  |  | 2             | Dennis van Scheppingen | Dennis van Scheppingen | 7             | 7             |   |   |              |                        |                        |              |              |  |
|  | Christophe Van Garsse | Christophe Van Garsse  | Christophe Van Garsse  | 7           | 6           |  |  |               | Christophe Van Garsse  | Christophe Van Garsse  | 6             | 6             |   |   |              |                        |                        |              |              |  |
|  | Helge Koll-Frafjord   | Helge Koll-Frafjord    | Helge Koll-Frafjord    | 5           | 4           |  |  |               |                        |                        |               |               |   |   | 2            | Dennis van Scheppingen | Dennis van Scheppingen | 6            | 6            |  |
|  | Wayne Arthurs         | Wayne Arthurs          | Wayne Arthurs          | 6           | 7           |  |  |               |                        | 8                      | Davide Scala  | Davide Scala  | 4 | 2 |              |                        |                        |              |              |  |
|  | Bob Borella           | Bob Borella            | Bob Borella            | 2           | 5           |  |  |               | Wayne Arthurs          | Wayne Arthurs          | 6             | 6             |   |   |              |                        |                        |              |              |  |
|  | 8                     | Davide Scala           | Davide Scala           | 6           | 6           |  |  | 8             | Davide Scala           | Davide Scala           | 7             | 7             |   |   |              |                        |                        |              |              |  |
|  |                       | Brent Larkham          | Brent Larkham          | 3           | 2           |  |  |               |                        |                        |               |               |   |   |              |                        |                        |              |              |  |

### Sezione 3
|  | Primo turno        | Primo turno        | Primo turno        | Primo turno | Primo turno |  |  | Secondo turno | Secondo turno      | Secondo turno | Secondo turno | Secondo turno |   |   | Ultimo turno | Ultimo turno     | Ultimo turno | Ultimo turno | Ultimo turno |  |
|  |                    |                    |                    |             |             |  |  |               |                    |               |               |               |   |   |              |                  |              |              |              |  |
|  | 3                  | Olivier Delaître   | Olivier Delaître   | 6           | 6           |  |  |               |                    |               |               |               |   |   |              |                  |              |              |              |  |
|  |                    | Devin Bowen        | Devin Bowen        | 0           | 4           |  |  | 3             | Olivier Delaître   | 2             | 6             | 7             |   |   |              |                  |              |              |              |  |
|  | Patrik Fredriksson | Patrik Fredriksson | Patrik Fredriksson | 6           | 6           |  |  |               | Patrik Fredriksson | 6             | 4             | 6             |   |   |              |                  |              |              |              |  |
|  | Brandon Coupe      | Brandon Coupe      | Brandon Coupe      | 2           | 1           |  |  |               |                    |               |               |               |   |   | 3            | Olivier Delaître | 1            | 7            | 6            |  |
|  | Todd Larkham       | Todd Larkham       | Todd Larkham       | 6           | 7           |  |  |               |                    |               | Todd Larkham  | 6             | 6 | 4 |              |                  |              |              |              |  |
|  | Andrew Kratzmann   | Andrew Kratzmann   | Andrew Kratzmann   | 4           | 5           |  |  | Todd Larkham  | Todd Larkham       | Todd Larkham  | 6             | 6             |   |   |              |                  |              |              |              |  |
|  |                    | Ivo Heuberger      | Ivo Heuberger      | 6           | 6           |  |  | Ivo Heuberger | Ivo Heuberger      | Ivo Heuberger | 4             | 4             |   |   |              |                  |              |              |              |  |
|  | 6                  | Dirk Dier          | Dirk Dier          | 3           | 2           |  |  |               |                    |               |               |               |   |   |              |                  |              |              |              |  |

### Sezione 4
|  | Primo turno         | Primo turno         | Primo turno         | Primo turno | Primo turno |  |  | Secondo turno | Secondo turno       | Secondo turno       | Secondo turno | Secondo turno |   |   | Ultimo turno | Ultimo turno | Ultimo turno | Ultimo turno | Ultimo turno |  |
|  |                     |                     |                     |             |             |  |  |               |                     |                     |               |               |   |   |              |              |              |              |              |  |
|  | 4                   | Marzio Martelli     | Marzio Martelli     | 6           | 6           |  |  |               |                     |                     |               |               |   |   |              |              |              |              |              |  |
|  |                     | Christian Camradt   | Christian Camradt   | 4           | 4           |  |  | 4             | Marzio Martelli     | 6                   | 6             | 2             |   |   |              |              |              |              |              |  |
|  | Gastón Etlis        | Gastón Etlis        | 6                   | 6           | 6           |  |  |               | Gastón Etlis        | 7                   | 0             | 6             |   |   |              |              |              |              |              |  |
|  | Lorenzo Manta       | Lorenzo Manta       | 4                   | 7           | 3           |  |  |               |                     |                     |               |               |   |   |              | Gastón Etlis | Gastón Etlis | 3            | 4            |  |
|  | Stefano Pescosolido | Stefano Pescosolido | Stefano Pescosolido | 6           | 6           |  |  |               |                     | 5                   | Diego Nargiso | Diego Nargiso | 6 | 6 |              |              |              |              |              |  |
|  | Jan-Axel Tribler    | Jan-Axel Tribler    | Jan-Axel Tribler    | 4           | 1           |  |  |               | Stefano Pescosolido | Stefano Pescosolido | 3             | 4             |   |   |              |              |              |              |              |  |
|  | 5                   | Diego Nargiso       | Diego Nargiso       | 6           | 6           |  |  | 5             | Diego Nargiso       | Diego Nargiso       | 6             | 6             |   |   |              |              |              |              |              |  |
|  |                     | Christian Saceanu   | Christian Saceanu   | 0           | 2           |  |  |               |                     |                     |               |               |   |   |              |              |              |              |              |  |